# Paracymbium

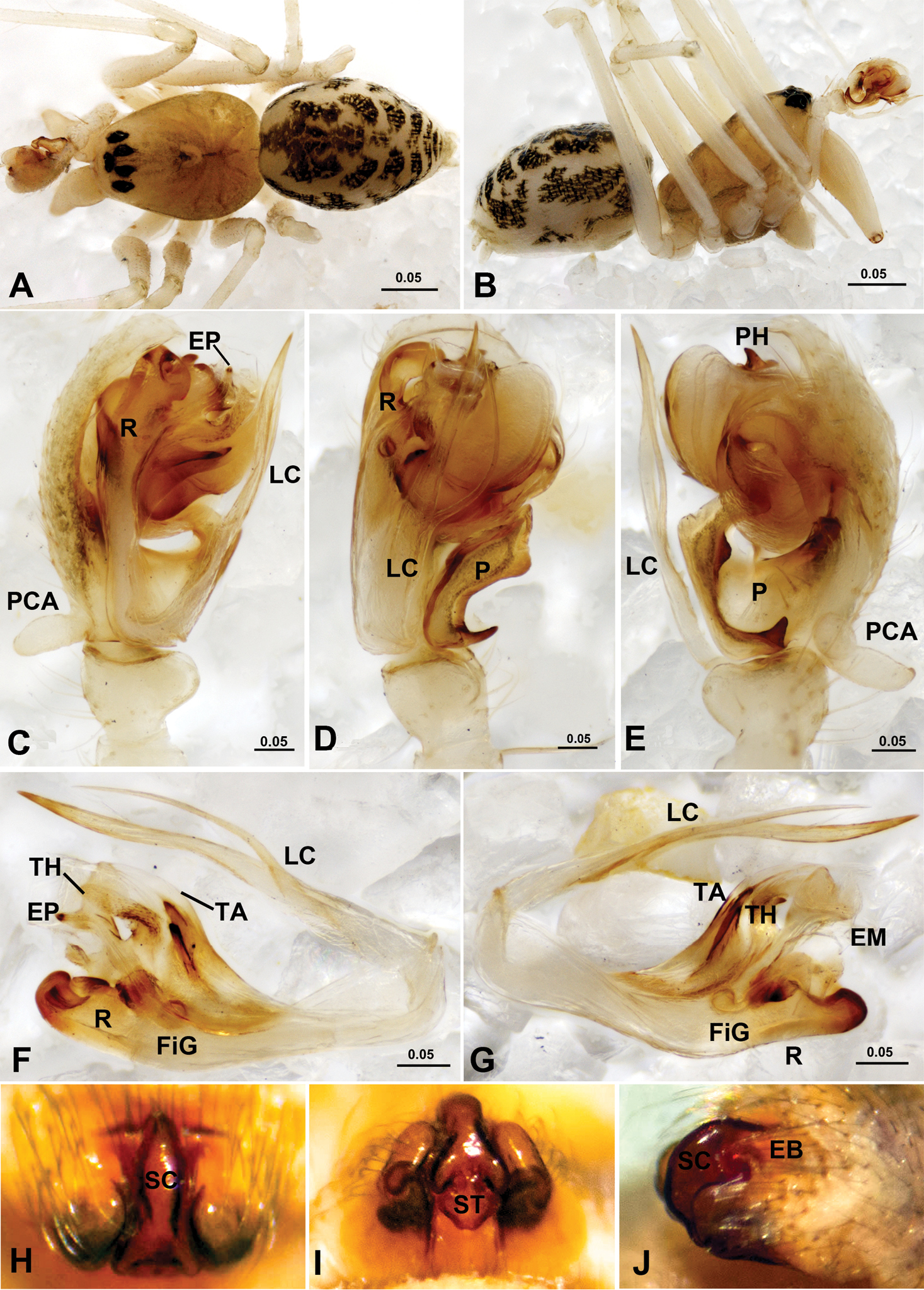
Paracymbium A. dokutchaevi oznaczone P, widoczne na zdjęciach D i E

Paracymbium – element męskich narządów rozrodczych niektórych pająków.
Pracymbium ma postać wyrostka wychodzącego z nasadowej części cymbium. Jego budowa może być różnorodna: może być hakowate, cylindryczne, wielokątne, U-kształtne, stożkowate, pokryte guzkami czy też mieć postać kantu, będącego przedłużeniem tegulum. Jego powierzchnia może być pokryta całkiem mikroszczecinkami, mieć regiony pozbawione szczecinek lub być zupełnie naga. Sposób połączenia paracymbium z resztą nogogłaszczka może być trojaki. O paracymbium integralnym mówi się, gdy jest ono połączone w zesklerotyzowany sposób z krawędzią cymbium. Paracymbium stawowe to takie, które połączone jest z cymbium błoniasto. Gdy łączy się ono błoniasto nie z cymbium, ale z błoną między cymbium a golenią nogogłaszczka, wówczas nazywa się paracymbium międzysegmentowym. Paracymbia integralne są cechą plezjomorficzną Araneoidea, zaś międzysegmentowe apomorfią osnuwikowatych. Część wierzchołkowa paracymbium jest zbliżonej wielkości lub szersza niż nasadowa. Ten pierwszy przypadek jest pierwotną cechą Araneoidea, natomiast powiększone wierzchołki paracymbiów pojawiły się u tej nadrodziny kilka razy niezależnie. Podstawa paracymbium może być płaska lub opatrzona apofizą nasadową. Krawędź dystalna paracymbium może być rozłożona lub podwinięta do wewnątrz. Ta druga sytuacja występuje u większości prządkowatych, których paracymbium jest wielokątne.
Narządy kopulacyjne samic i samców pająków działają na zasadzie zamka i klucza. Paracymbium może pełnić funkcję analogiczną do konduktora i służyć „wstępnemu zaryglowaniu” (ang. preliminary locking) aparatu samca w ciele samicy, które umożliwia precyzyjne wprowadzenie embolusa (właściwego kopulatora) w głąb jej ciała. Tak się dzieje np. u Lepthyphantes. W epigynium samicy paracymbium samca odpowiadać mogą różne dołki, rowki czy wgłębienia. Ponadto paracymbium może się w ciele samicy odłamywać, jak ma to miejsce u Peucetia.